# 厄伊
厄伊（法語：Œuilly，法語發音：[œji]）是法国马恩省的一个市镇，属于埃佩尔奈区。

## 地理
厄伊（49°4'25"N, 3°47'36"E）面积9.3 平方千米，位于法国大東部大區马恩省，该省份为法国东北部内陆省份，北起阿登省，西北接埃纳省，西南接塞纳-马恩省，南至奥布省，东南接上马恩省，东临默兹省。
与厄伊接壤的市镇（或旧市镇、城区）包括：圣马丹达布卢瓦、布尔索、马恩河畔沙蒂永、费斯蒂尼、勒夫里尼、马勒伊港、克尔德拉瓦莱。

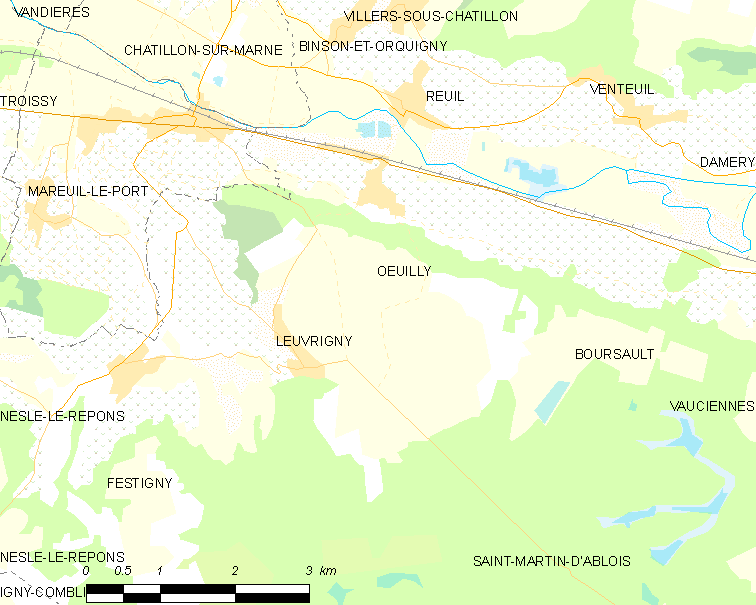
厄伊的OSM定位图

厄伊的时区为UTC+01:00、UTC+02:00（夏令时）。

## 行政
厄伊的邮政编码为51480，INSEE市镇编码为51410。

## 政治
厄伊所属的省级选区为多尔芒-香槟景县。

## 人口

1962-2008年间厄伊人口变化图示

厄伊于2022年1月1日时的人口数量为595人。